# Sterneneisen
Sterneneisen (с нем. — «Звёздное железо») — седьмой студийный альбом немецкой фолк-метал группы In Extremo. Первый релиз с новым ударником Specki T.D.

## История создания
В начале 2010 года In Extremo по ряду причин пришлось расстаться со своим ударником Der Morgenstern, потому ввиду грядущих концертов необходимо было срочно искать замену. Новым звеном в коллективе группы стал Флориан Шпекардт по прозвищу Specki T.D., на тот момент игравший в Letzte Instanz, другой немецкой фолк-метал-группе. После длительных репетиций его кандидатура была единогласно утверждена, и новый ударник отправился с группой в фестивальный тур, а также успешно отыграл на юбилейных концертах группы 15 Wahre Jahre. Сразу по их окончании, в августе 2010 года, группа приступила к записи нового альбома.
В этот раз дело пошло намного быстрее и легче за счет того, что, во-первых, к процессу подключилось новое лицо со свежими силами (Шпеки), а во-вторых, благодаря многолетнему опыту In Extremo и вдохновению, полученному на юбилейном фестивале. Было написано огромное количество песен, которое постепенно сужалось, и в итоге лишь 12 вошло на альбом, ещё 3 были отобраны в качестве различных бонус-композиций. Остальное отправилось в архивы, впоследствии некоторые были изданы в доработанном виде на последующих альбомах.
В этот раз группа ещё сильнее отдалилась от своего первоначального жанра, больше ударившись в тяжёлую музыку и тексты собственного сочинения. Альбом характеризуется мощной ритм-секцией, ударными инструментами, но, кроме того, и ярким преобладанием духовых инструментов, волынок и шалмеев. Из 12 текстов песен 11 группа написала сама, и лишь один является заклинанием на староэстонском языке.
В сентябре In Extremo традиционно отправились в Principal Studio, чтобы продолжить работу над оставшимися песнями и завершить запись альбома. Песни в этот раз раскрывали такие темы, как свобода и дружба внутри группы («Zigeunerskat», «Sterneneisen»), мания преследования («Stalker»), алкоголь («Viva la vida», «Wahre Freunde»), смертная казнь («Auge um Auge»), любовь («Ich vermiss dich», «Heut Morgen», «Schau zum Mond», «Unsichtbar») и ремесло уличного музыканта («Unsichtbar»), а некоторые отсылают к сказочным мотивам («Gold», «Schau zum Mond»). Кроме того, в альбоме отдалённо прослеживается единая тематика — звёзды и далёкий космос («Sterneneisen», «Hol die Sterne», «Schau zum Mond», «Siehst du das Licht»), хотя сами In Extremo всегда всячески отрицают концептуальность своих альбомов. На альбоме не обошлось и без гостевых музыкантов — «Unsichtbar» вместе с Михаэлем исполнил Милле Петроцца из группы Kreator, а «Hol die Sterne» — Der Graf из Unheilig.
Альбом Sterneneisen вышел 25 февраля 2011 года в нескольких вариантах — как стандартном, так и в расширенных и лимитированных изданиях, включавших различные дополнительные бонусы вроде футболок, наклеек и т. д. Специальное издание альбома включает второй диск (DVD), в который вошёл небольшой фильм о создании альбома, а также частично записанный концерт в Эрфурте на юбилейном фестивале 15 Wahre Jahre In Extremo (9 песен). Существует и специальное лимитированное издание, включающее также CD-версию концерта в Эрфурте.
Альбом повторил успех своего предшественника, Sängerkrieg, снова заняв первое место в немецких чартах и продержавшись там 18 недель. Кроме того, альбом также получил статус золотого (продано свыше 100 000 копий). Критики в основном тепло приветствовали новую работу группы, несмотря даже на почти полное отсутствие песен на иностранных языках. Тур в поддержку альбома проходил в 2011—2012 годах, включая множество фестивалей (также и знаменитый Full Metal Cruise — круиз на пароме, курсирующем у южных берегов Северной Америки, Ямайки и Кубы), затронув города США, Европы и России (Москва и Санкт-Петербург). Кроме того, в 2011 году в рамках тура In Extremo впервые посетили Украину (Киев).
Все песни с альбома, кроме «Auge um Auge», «Schau zum Mond» и «Ich vermiss dich» исполнялись на концертах. Все три бонусные песни также ни разу не играли. Несколько песен вошло в «постоянный» сет-лист группы и поныне исполняются практически повсеместно — «Zigeunerskat», «Viva la vida» и «Unsichtbar».

## Композиции
| №   | Название              | Длительность |
| --- | --------------------- | ------------ |
| 1.  | «Zigeunerskat»        | 4:30         |
| 2.  | «Gold»                | 3:15         |
| 3.  | «Viva la vida»        | 3:35         |
| 4.  | «Siehst du das Licht» | 4:18         |
| 5.  | «Stalker»             | 4:02         |
| 6.  | «Hol die Sterne»      | 4:05         |
| 7.  | «Sterneneisen»        | 3:10         |
| 8.  | «Zauberspruch №VII»   | 3:54         |
| 9.  | «Auge um Auge»        | 4:18         |
| 10. | «Schau zum Mond»      | 3:41         |
| 11. | «Unsichtbar»          | 3:48         |
| 12. | «Ich vermiss dich»    | 3:52         |

«Zauberspruch №VII» — староэстонское целебное заклинание.

## Дополнительные факты
- В песне «Zigeunerskat» есть строки: «…Koenigschellen / Ihr wisst, die so laut wie Hunde bellen» (пер. «Бубонный король, вы знаете, громкий, будто собачий лай»). Это отсылка к раннему творчеству группы — небольшому стихотворению, которым группа порой начинала свои выступления и которое можно услышать в песне «Merseburger Zaubersprueche I» с альбома Verehrt und Angespien, «Ansage 6 Vagabunden» с Die Verrückten sind in der Stadt и «Ecce Rex/Bandary» с альбома Die Goldene.
- На три песни из альбома были сняты клипы: «Zigeunerskat» (нарезка из предыдущих клипов и съемки с 15 Wahre Jahre), «Siehst du das Licht» и «Viva la vida» (оба — профессиональная съёмка концертного исполнения).
- На сингле «Zigeunerskat» вышла песня «Wahre Freunde», повествующая о пьянстве и настоящей дружбе, а на сингле «Siehst du das Licht» — песня «Heut Morgen», трагическая баллада о любви. Кроме того, в качестве интернет-релиза вышла песня «Wolkenmeer», однако она не числится в официальной дискографии группы, так как не издавалась на каких-либо носителях.

## Состав записи
- Михаэль Райн — вокал, губная гармошка
- Dr. Pymonte — арфа, волынка
- Yellow Pfeiffer — волынка, шалмей, никельхарпа
- Flex der Biegsame — волынка, шалмей, колёсная лира
- Van Lange — гитара
- Die Lutter — бас-гитара
- Specki T.D. — ударные
- Mille Petrozza — вокал (№ 11)
- Der Graf — вокал (№ 6)